# Villaverde Alto (station)
Villaverde Alto is een metrostation van de metro van Madrid in het stadsdeel Villaverde. Het station is het eindpunt van Lijn 3 in de wijk (barrio) Villaverde Alto.
Daarnaast is het een station voor de lijnen C-4 en C-5 van de Cercanías Madrid.